# Ambrières
Ambrières ist eine französische Gemeinde mit 212 Einwohnern (Stand: 1. Januar 2022) im Département Marne in der Region Grand Est. Sie gehört zum Arrondissement Vitry-le-François und ist Mitglied im Gemeindeverband Communauté d’agglomération du Grand Saint-Dizier, Der et Vallées. Die Bewohner werden Ambriérois und Ambriéroises genannt.

## Geographie
Umgeben wird Ambrières von den sechs Nachbargemeinden: 
| Sapignicourt |                                             | Hallignicourt                    |
| Hauteville   | Kompassrose, die auf Nachbargemeinden zeigt | Laneuville-au-Pont               |
| Landricourt  |                                             | Éclaron-Braucourt-Sainte-Livière |

## Bevölkerungsentwicklung
| Jahr                       | 1962 | 1968 | 1975 | 1982 | 1990 | 1999 | 2010 | 2018 |
| -------------------------- | ---- | ---- | ---- | ---- | ---- | ---- | ---- | ---- |
| Einwohner                  | 140  | 123  | 124  | 169  | 227  | 224  | 220  | 222  |
| Quellen: Cassini und INSEE |      |      |      |      |      |      |      |      |

## Sehenswürdigkeiten
- Ruinen des Klosters Haute-Fontaine
- Himmelfahrts-Kirche (Église de l’Assomption)

## Persönlichkeiten
- Alfred Loisy (1857–1940), französischer katholischer Theologe und Historiker, geboren in Ambrières